# John Anderson (gouverneur)
Pour les articles homonymes, voir John Anderson.
John Anderson, (né le 23 juin 1858 - mort le 24 mars 1918), est un administrateur colonial écossais.
Il est le 22e gouverneur du Ceylan britannique dans l'actuel Sri Lanka, gouverneur des Établissements des détroits dans l'actuelle Malaisie.

## Distinctions

### Décorations
- Ordre de Saint-Michel et Saint-Georges Chevalier Grand-croix (GCMC)
- Ordre du Bain Chevalier Commandeur (KCB)

### Honneurs
- Legum Doctor de l'Université d'Aberdeen en 1906.